# Daniel Cioabă
Daniel Cioabă a fost numit ca rege al țiganilor din România după moartea tatălui său, auto-intitulatul rege Florin Cioabă, încoronare la care fratele acestuia mai mare, Dorin Cioabă a fost numit rege internațional al țiganilor. Daniel a primit 80 de procente din averea tatălui său. Încoronarea a fost efectuată de către doi reprezentanți ai Organizației Mondiale a Țiganilor.